# تركيبة السور
تعني تركيبة السور عنصرًا مصممًا للتركيب أو التشبيك في سور على صورة سلسلة قياسي. وهناك ثلاثة أهداف رئيسية تحققها تركيبات الأسوار في العادة. فمن أهدافها توفير الخصوصية من خلال تحويل السور المصمم على شكل سلسلة إلى سطح معتم. وهناك هدف آخر هو الاستفادة من السور كموقع لوضع اللافتات، مما يوفر غالبًا طرق عرض منخفضة الدقة لشعارات الشركات أو التمائم الرياضية أو الرسائل اللفظية. أما الهدف الثالث لتركيبات الأسوار فهو تزيين الأسوار البسيطة.
ومن الممكن تتبع أصل تركيبات الأسوار وصولاً إلى براءة الاختراع الأمريكية رقم #507,952، والتي حصلت عليها كلارنس وايت من مينيابوليس، مينيسوتا عام 1893. ويتكون الاختراع من «قطع الرخام أو قطع حشو أخرى غير مربوطة» تم تعديل حجمها بحيث يسمح بوضعها داخل خلايا شبكة سلكية. وقد تم وصف الغرض من هذا الاختراع بأنه توفير «وسيلة ملائمة واقتصادية من أجل تجميع النفايات من الشبكة السلكية أو تزيينها أو حشوها».
وتتضمن المنتجات الحالية المتاحة في السوق شرائح خاصة يتم نسجها عبر السور وأكواب بلاستيكية مشكلة مصممة بحيث تثبت داخل خلايا مفتوحة ووحدات متشابكة ثنائية الأجزاء يتم لصقها معًا عند موضع تقاطع أسلاك السور.